# Wojskowe Centrum Rekrutacji w Ciechanowie
Wojskowe Centrum Rekrutacji w Ciechanowie (WCR Ciechanów) – terenowy organ wykonawczy Ministra Obrony Narodowej administracji wojskowej w Ciechanowie; administrowany obszar obejmuje cztery powiaty: ciechanowski, płoński, mławski, żuromiński. Stanowi zasadnicze ogniwo zabezpieczające mobilizacyjne rozwinięcie jednostek wojskowych na administrowanym terenie. Podlega Centralnemu Wojskowemu Centrum Rekrutacji.

## Historia
Na podstawie Rozkazu Naczelnego Dowództwa WP Nr 10/Org z dnia 20 stycznia 1945 r. powołano Rejonową Komendę Uzupełnień (RKU) w Ciechanowie obejmująca swym działaniem powiaty: ciechanowski; makowski, przasnyski; pułtuski. W roku 1953 po zmianach organizacyjno - administracyjnych powstał organ Wojskowa Komenda Rejonowa (WKR). W 1968 r. w wyniku kolejnych reorganizacji powołano do życia nowy organ administracji wojskowej Powiatowy Sztab Wojskowy w Ciechanowie, który funkcjonował do roku 1975. W wyniku zmian podziału administracyjnego w kraju w 1 sierpnia 1975 r. powstał Wojewódzki Sztab Wojskowy w Ciechanowie (WszW), któremu do 1999 r. podlegało WKU w Płońsku (powstała w 1975). 
1 maja 1996 r. na podstawie Zarządzenia Organizacyjnego Szefa Sztabu Generalnego Wojska Polskiego nr 045/org. z 23 czerwca 1995 r. powstała Wojskowa Komenda Uzupełnień w Ciechanowie w wyniku zmiany dyslokacji Wojskowej Komendy Uzupełnień w Płońsku. Z dniem 1 lipca 2004 r. na podstawie Rozporządzenia Ministra Obrony Narodowej z 31 marca 2004 r. w sprawie wojewódzkich sztabów wojskowych i wojskowych komend uzupełnień nastąpiła restrukturyzacja terenowych oddziałów administracji wojskowej. Zmieniono administrowany przez Wojskową Komendę Uzupełnień w Ciechanowie teren, w skład którego weszły powiaty: ciechanowski, płoński, mławski, żuromiński.
Z dniem 23 kwietnia 2022 r. na podstawie Ustawy z dnia 11 marca 2022 r. o Obronie Ojczyzny oraz Rozporządzenia Ministra Obrony Narodowej z dnia 14 kwietnia 2022 r. w sprawie Centralnego Wojskowego Centrum Rekrutacji oraz wojskowych centrów rekrutacji, na bazie Wojskowej Komendy Uzupełnień w Ciechanowie rozpoczęło funkcjonowanie Wojskowe Centrum Rekrutacji w Ciechanowie, które w obecnym kształcie administrowany obszar obejmuje cztery powiaty: ciechanowski, płoński, mławski, żuromiński. 

## Siedziba
W latach 1945–2021 Wojskowa Komenda Uzupełnień w Ciechanowie funkcjonowała w budynku przy ul. Orylskiej 6. W latach 2021–2023 w związku z remontem została przeniesiona do budynku w obiekcie koszarowym 5 Mazowieckiej Brygady Terytorialnej przy ul. Wojska Polskiego 54 w Ciechanowie. Od 2023 r. Wojskowe Centrum Rekrutacji w Ciechanowie znajduje się przy ul. Orylskiej 6.

## Symbole WCR

Insygnia
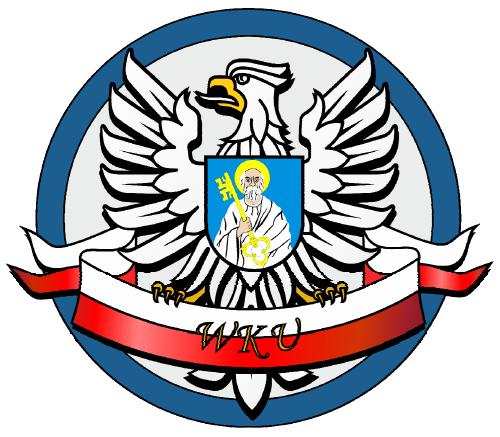
Odznaka pamiątkowa WKU Ciechanów (2014-2022)
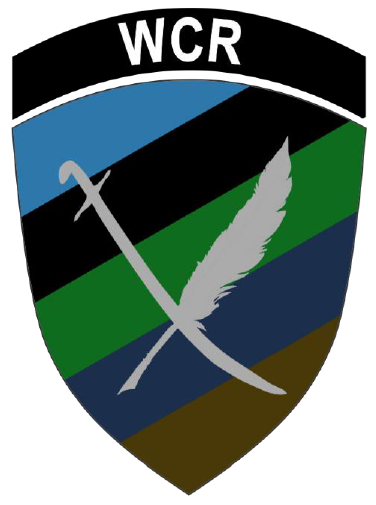
Ogólna oznaka rozpoznawcza WCR na mundur wyjściowy (od 2024)
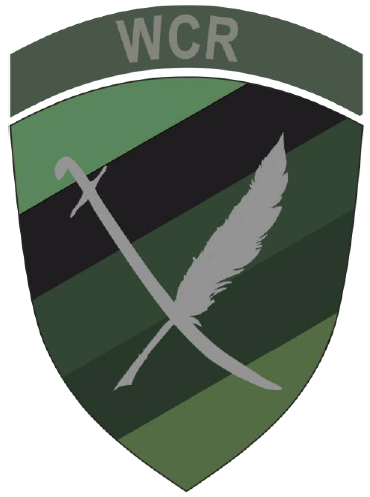
Ogólna oznaka rozpoznawcza WCR na mundur polowy (od 2024)

## Komendanci
W latach 1945-2024 komendanci Instytucji:

Rejonowa Komenda Uzupełnień
- ? (1945–1953)

Wojskowa Komenda Rejonowa
- ? (1953–1968)

Powiatowy Sztab Wojskowy
- ? (1968–1975)

Wojewódzki Sztab Wojskowy
- płk Stanisław Krawczyk (1975–1979)[6]
- płk Zygmunt Mieszkowski (1979–1987)[7]
- płk Bogumił Mikołajczak (1988–1996)[8][9]
- cz.p.o. ppłk Jan Staniszewski (1996)[10]
- płk Władysław Łodziana (1996–1999)[11][12]

Wojskowa Komenda Uzupełnień
- ? (1996–1998)
- płk dypl. Marek Fałkowski (1998–1999)[13]
- ppłk dypl. Ireneusz Żbikowski (1999–2000)[14]
- ? (2001–2006)
- ppłk Dariusz Kosakowski (2007–2015)[15]
- ppłk Krzysztof Futyma (2015–2021)[16][17]
- ppłk Grzegorz Marcińczak (2021–2022)[18][19]

Wojskowe Centrum Rekrutacji
- ppłk Grzegorz Marcińczak (2022–2023)[20]
- cz.p.o. mjr Krzysztof Sitarski (2023)[20]
- ppłk Artur Łęcki (2023–2024)[4][21]
- cz.p.o. mjr Radosław Bisialski (2024)[22]
- ppłk Paweł Uchroński (od 2024)[22][23]

## Przekształcenia
- Rejonowa Komenda Uzupełnień (1945–1950) → Wojskowa Komenda Rejonowa (1950–1965) → Powiatowy Sztab Wojskowy (1965–1975) → Wojewódzki Sztab Wojskowy w Ciechanowie (1975–1999) → Wojskowa Komenda Uzupełnień w Ciechanowie (1996–2022) → Wojskowe Centrum Rekrutacji (od 2022)